# Gertrud Bäumer
Gertrud Bäumer (Hohenlimburg, 12 settembre 1873 – Bielefeld, 25 marzo 1954) è stata una politica e scrittrice tedesca.

## Biografia
Nel 1905 conseguì il dottorato di ricerca all'Università Humboldt di Berlino con una tesi sul Satyros di Goethe. Nel 1893 fu tra le fondatrici della rivista Die Frau, che rimase attiva fino al 1944, come l'unica associazione femminile permessa nella Germania nazista.
Membro dell'Associazione Liberale e figura centrale del femminismo tedesco prima all'ascesa al potere di Adolf Hitler, fu editrice dell'Handbuch der Frauenbewegung dal 1901 al 1906, mentre tra il 1916 e il 1920 diresse con Marie Baum il Soziale Frauenschule und Sozialpädagogisches Institut di Amburgo. Presidente della Federazione delle associazioni femminili tedesche dal 1910, si unì al Partito Democratico Tedesco al termine della Grande guerra e nel 1919 fu eletta deputata al Reichstag della Repubblica di Weimar. Con l'avvento del nazismo, rinunciò all'attività politica e si dedicò alla scrittura.
Tra il 1933 e il 1951 pubblicò una mezza dozzina di raccolte di racconti e romanzi, ma fu particolarmente prolifica come saggista e critica letteraria, scrivendo articoli scientifici e monografie su autori quali Goethe e Fritz Usigner. Nel 1953 pubblicò la sua autobiografia, Im Licht der Erinnerung, mentre il suo epistolario (Des Lebens wie der Liebe Band) fu pubblicato postumo nel 1956.
Dalla fine degli anni 1890 fu legata sentimentalmente a Helene Lange, compagna anche di diverse battaglie politiche.